# 1902 no Brasil

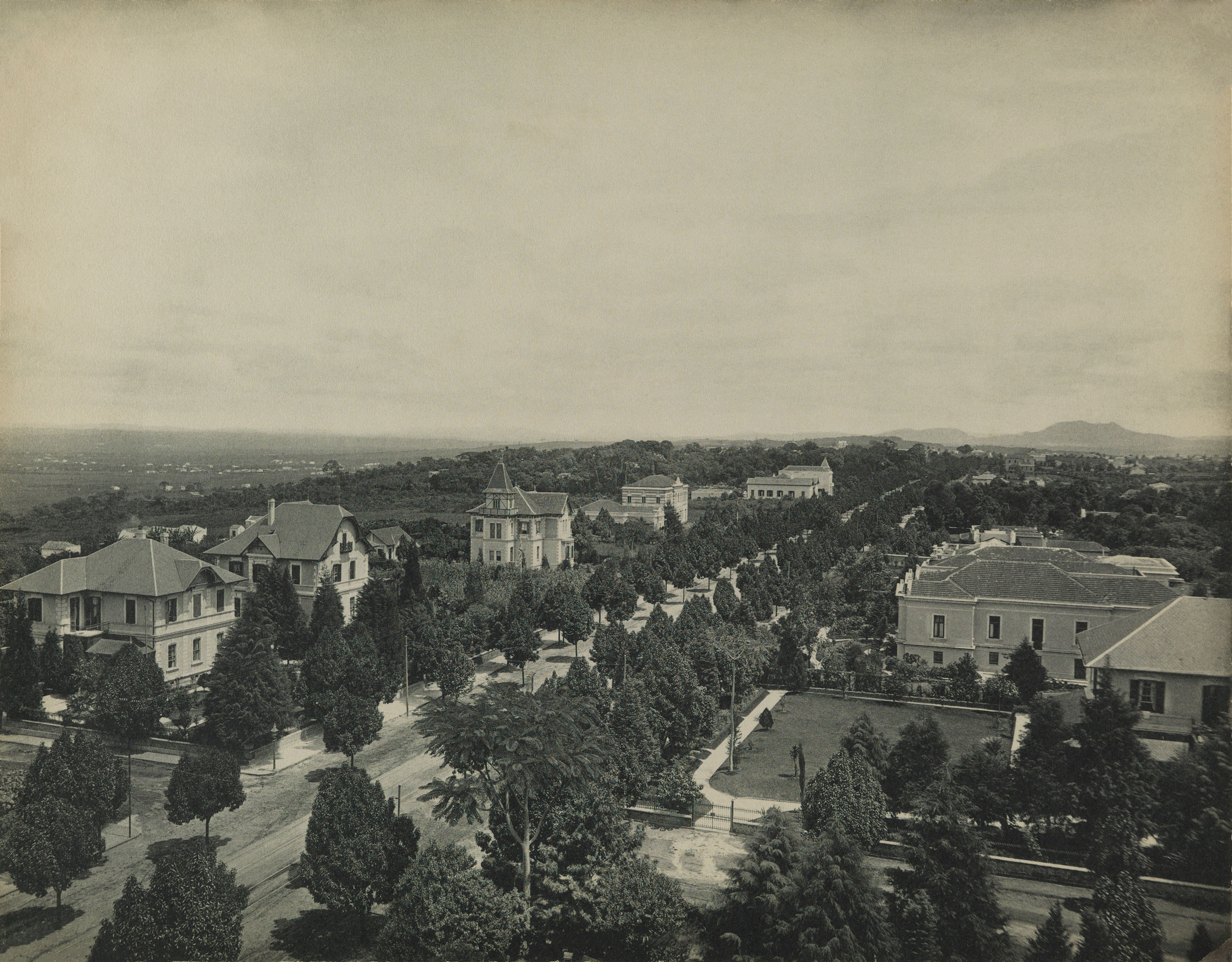
Avenida Paulista vista da residência de Adam Von Bülow em 1902. São Paulo - Brasil.

Esta é uma cronologia dos fatos acontecimentos de ano 1902 no Brasil.

## Incumbentes
- Presidente do Brasil - Campos Sales (15 de novembro de 1898 – 15 de novembro de 1902)
- Vice-presidente do Brasil - Francisco de Assis Rosa e Silva (15 de novembro de 1898 – 15 de novembro de 1902)
- Presidente do Brasil - Rodrigues Alves (15 de novembro de 1902 - 15 de novembro de 1906)

## Eventos
- 1 de março: Rodrigues Alves é eleito presidente do Brasil na eleição presidencial direta.[1]
- 12 de maio: Augusto Severo de Albuquerque Maranhão morre num acidente com seu balão, o Pax, em Paris, na França.[2]
- 21 de julho: Oscar Cox funda o Fluminense Football Club, no Rio de Janeiro,
- 4 de agosto: O governador do Rio de Janeiro, Quintino Bocaiúva, sanciona o projeto 1017 que transfere para Niterói a capital do estado fluminense.[3]
- 15 de novembro: Rodrigues Alves toma posse como o quinto presidente do Brasil.[4]

## Nascimentos
- 2 de janeiro: Lindolfo Monteverde, compositor (m. 1970).
- 24 de janeiro: Augusto Meyer, jornalista (m. 1970).
- 27 de fevereiro: Lúcio Costa, arquiteto (m. 1998).
- 12 de setembro: Juscelino Kubitschek, 21° presidente do Brasil (m. 1976).
- 31 de outubro: Carlos Drummond de Andrade, poeta, contista e cronista (m. 1987).

## Mortes
- 15 de março: Custódio de Melo, militar da Marinha do Brasil e político (n. 1840).
- 12 de maio: Augusto Severo de Albuquerque Maranhão, político e inventor (n. 1864).
- 3 de setembro: Eduardo Wandenkolk, militar da Marinha do Brasil e político (n. 1838).
- 9 de novembro: Manuel Vitorino Pereira, 2° vice-presidente do Brasil (n. 1853).[5]
- 3 de dezembro: Prudente de Morais, 3° presidente do Brasil (n. 1841).[6]
- 8 de dezembro: Joaquim Eugênio de Lima, engenheiro e urbanista (n. 1845).